# Кратер Молодший
Кратер (*Κρατερός, 320 до н. е. —263 до н. е.) — македонський політичний та військовий діяч, правник та історик часів еллінізму.

## Життєпис
Син діадоха Кратера та Філи, доньки Антипатра. Народився у 320 році до н. е. Незабаром після цього його батько загинув у війні з Евменом. Невдовзі мати Кратера була видана заміж за Деметрія Поліоркета, від якого народила Антигона (майбутнього царя Антигона II Гоната). Дитинство провів поряд з матір'ю та зведеним братом Антигоном.
У 301 році до н. е. брав участь у битві при Іпсі, де його вітчим Деметрій разом з батьком Антигоном Однооким зазнали рішучої поразки. В подальшому допомагав Антигону Гонату закріпитися в Македонії. Близько 281 року до н. е. Кратер Молодший захопив Коринф, звідки надавав допомогу Антигону. У 279 році до н. е. Кратер разом з Антигоном сприяв утворенню загальноеллінської коаліції для протидії нашестю кельтів на чолі із Бренном. Після цього завдяки діям Кратера македоняни зуміли взяти під контроль значну частину Еллади. Кратеру стали підпорядковуватися македонські гарнізони на Пелопоннеському півострові.
У 270-х роках до н. е. він протидіяв спробам Спарти посилити свій вплив, виступив на допомогу тирану Аристотіму з Еліди, але не встиг — тирана було вбито, а Македонія втратила вплив Еліду. Загалом Кратер сприяв встановленню тиранів у містах Пелопоннесу та Істма. Також зумів взяти під командування залогу в Піреї, порту Аттики.
У 267 році до н. е. очолив македонські війська на Пелопоннесі під час Хремонідової війни. У 265 році до н. е. завдав поразки спартанському царю Арею I у битві при Коринфі. У 263 році до н. е. за нез'ясованих причин Кратер помирає.

## Творчість
Склав збірку дипломатичних і політичних документів, написів (псефісм) Афінської республіки. Ця праця використовувалася Гарпократіоном та Стефаном Візантійським.

## Родина
- син Олександр (д/н—245 до н. е.), правитель Коринфа